# Katrina Gorry
Katrina-Lee Gorry (* 13. August 1992 in Brisbane) ist eine australische Fußballnationalspielerin, die seit 2024 bei West Ham United unter Vertrag steht. 2014 wurde sie als Asiens Fußballerin des Jahres ausgezeichnet.

## Karriere

### Verein

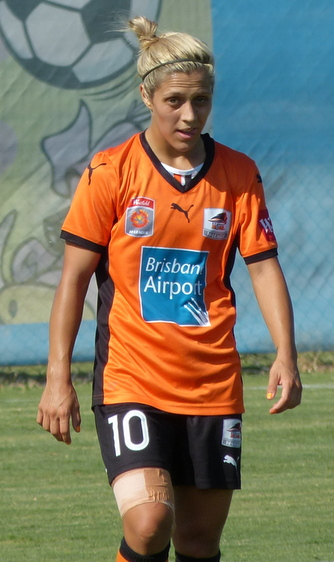
Gorry bei Brisbane Roar (2014)

Von 2009 bis 2012 spielte Gorry je eine Saison für die australischen Erstligisten Melbourne Victory, Adelaide United und erneut Melbourne Victory. Im Sommer 2012 wechselte sie zum kanadischen W-League-Teilnehmer Ottawa Fury, mit dem sie sich die Meisterschaft sichern konnte. In den Spielzeiten 2012/13 und 2013/14 stand sie bei Brisbane Roar unter Vertrag und wechselte von dort zur Saison 2014 weiter zum NWSL-Teilnehmer FC Kansas City, mit dem sie am Saisonende die NWSL-Meisterschaft gewann. Zur Saison 2014/15 der australischen W-League kehrte Gorry nach Brisbane zurück. Im australischen Winter 2018 machte sie erneut einen Abstecher in die NWSL, diesmal zum Utah Royals FC. Im Januar 2020 erhielt sie einen Vertrag beim norwegischen Erstligisten Avaldsnes IL. Im norwegischen Winter kehrte sie auf Leihbasis nach Australien zurück. Nach vier Spielen musste sie aber wegen Schwangerschaft eine Pause einlegen. Im März 2022 wechselte sie zu Vittsjö GIK, wo schon ihre Mitspielerin in der Nationalmannschaft Clare Polkinghorne spielte. Nach Abschluss der Saison kehrte sie nach Brisbane zurück.
Im Januar 2024 erhielt sie einen Vertrag bei West Ham United.

### Nationalmannschaft
Gorry debütierte am 11. Juli 2012 unter Tom Sermanni in der Australischen Nationalmannschaft.
Im Mai 2014 wurde sie für die Fußball-Asienmeisterschaft der Frauen 2014 nominiert. Sie wurde in den fünf Spielen eingesetzt, erzielte drei Tore und erreichte mit ihrer Mannschaft das Finale gegen Weltmeister Japan, konnte den Titel aber nicht verteidigen. Schon mit dem Halbfinaleinzug hatte sich die Mannschaft für die WM 2015 qualifiziert. Am 12. Mai 2015 wurde sie für den australischen WM-Kader 2015 nominiert. Bei der WM stand sie in den drei Gruppenspielen in der Startelf, wurde aber jeweils ausgewechselt. Im Achtelfinale gegen Brasilien stand sie dann nicht in der Startelf, wurde aber in der 72. Minute eingewechselt. Das Aus kam im Viertelfinale gegen Titelverteidiger Japan, gegen den wie bei der Asienmeisterschaft mit 0:1 verloren wurde. Hier stand sie wieder in der Startelf, wurde aber in der 76. Minute ausgewechselt.
Beim Qualifikationsturnier für die Olympischen Spiele 2016 konnten sie sich dann revanchieren, die Japanerinnen mit 3:1 besiegten und sich für die Olympischen Spiele qualifizieren, wogegen die Japanerinnen die Spiele verpassten. In Brasilien wurde sie in den Gruppenspielen und im Viertelfinale gegen die Gastgeberinnen eingesetzt. Das Halbfinale wurde nur durch eine Niederlage im Elfmeterschießen verpasst, wobei sie zu den zwei australischen Schützinnen gehörte, die ihren Elfmeter nicht verwandeln konnten.
Bei der Fußball-Asienmeisterschaft der Frauen 2018 wurde sie in den Gruppenspielen und im Halbfinale eingesetzt. Durch einen Sieg gegen Vietnam hatten die Australierinnen das Halbfinale erreicht und sich damit für die WM 2019 qualifiziert, das Finale wurde ohne sie wie vier Jahre zuvor gegen Japan verloren.
Eine Verletzung zu Ende des Jahres verhinderte ihre Teilnahme am Cup of Nations Ende Februar/Anfang März 2019. Am 5. April wurde sie dann bei der 3:5-Niederlage gegen die USA in der Schlussminute eingewechselt und am 14. Mai 2019 für die WM nominiert. Sie wurde im ersten Spiel gegen Italien beim Stand von 1:1 in der 69. Minute eingewechselt und musste mit ihrer Mannschaft in der fünften Minute der Nachspielzeit das Tor zum 1:2-Endstand hinnehmen. Sie kam dann noch im letzten Gruppenspiel beim 4:1-Sieg gegen Jamaika zum Einsatz, wo sie die Vorlage zu einem der vier Tore von Sam Kerr lieferte. Im Achtelfinale, das im Elfmeterschießen gegen Ex-Weltmeister Norwegen verloren wurde, kam sie nicht zum Einsatz.
In der erfolgreich absolvierten Qualifikation  für die Olympischen Spiele 2020 kam sie in zwei von fünf Spielen zum Einsatz. Danach wurde sie auch wegen ihrer Schwangerschaft zunächst nicht wieder nominiert. Seit April 2022 wird sie wieder regelmäßig nominiert.
Am 3. Juli 2023 wurde sie für die WM-Endrunde in ihrer Heimat nominiert, kam in jedem der sieben Spiele ihres Teams zum Einsatz und verlor mit ihrer Mannschaft im Halbfinale, ihrem 100. Länderspiel gegen die Engländerinnen mit 1:3. Im Spiel um Platz 3, das mit 0:2 gegen Schweden verloren wurde, wurde sie nach einer Stunde ausgewechselt.
Bei den Olympischen Spielen 2024 schied sie mit ihrer Mannschaft nach Niederlagen gegen Deutschland und die USA sowie einem 6:5-Sieg gegen Sambia nach 2:5-Rückstand, nach der Vorrunde aus.

## Privatleben
Am 16. August 2021 wurde sie nach In-vitro-Fertilisation Mutter.

## Erfolge
- 2012: Meister der W-League (Ottawa Fury)
- 2014: Meister der NWSL (FC Kansas City, ohne Einsatz im Finale)
- 2017: Gewinn des Tournament of Nations
- 2023: Gewinn des Cup of Nations